# Campeonato Mundial de Judô de 2013 - Equipes masculino
A categoria equipes masculino do Campeonato Mundial de Judô ocorreu no dia 1 de setembro.

## Medalhas
| Ouro | Prata                                                                                                | Bronze |
| Geórgia · Lasha Shavdatuashvili · Zebeda Rekhviashvili · Avtandil Tchrikishvili · Varlam Liparteliani · Adam Okruashvili | Rússia · Alim Gadanov · Murat Kodzokov · Sirazhudin Magomedov · Kirill Denisov · Alexander Mikhailin | Japão · Masaaki Fukuoka · Shohei Ono · Keita Nagashima · Masashi Nishiyama · Ryu Shichinohe · Alemanha · Sebastian Seidl · Igor Wandtke · Sven Maresch · Marc Odenthal · Dimitri Peters |